# Nortonia basimacula
Nortonia basimacula är en stekelart som beskrevs av Cameron 1908. Nortonia basimacula ingår i släktet Nortonia och familjen Eumenidae. Inga underarter finns listade i Catalogue of Life.